# Херттониеми (станция метро)
«Хе́рттониеми» (фин. Herttoniemi, швед. Hertonäs) — станция Хельсинкского метрополитена. Расположена между станциями «Кулосаари» (расстояние до неё 1 км 442 м) и «Сийлитие» (расстояние до неё 1 км 367 м).
Находится на востоке Хельсинки в районе Херттониеми. Расположена у автострады Itäväylä (Восточное шоссе) рядом с транспортным кольцом Херртониеми. Адрес станции: Hiihtomäentie, 17.
Пассажиропоток: 17 199 человек в будний день (2005).
Это одна из самых первых станций Хельсинкского метро. Через неё 1 июня 1982 прошли самые первые поезда Хельсинкского метрополитена.